# فين (سويسرا)
فين (بالألمانية: Pfyn) هي إحدى بلديات مقاطعة فراونفيلد في كانتون تورغاو في سويسرا. تبلغ مساحتها 13.18 كيلومتر مربع، ويقدر عدد سكانها بـ 1941 نسمة (حسب تعداد ديسمبر 2015).

## أعلام
- مارسيل هغ
- يوهان جورج راوش